# Messico ai Giochi della XVI Olimpiade
Il Messico ha partecipato ai Giochi della XVI Olimpiade che si sono svolti a Melbourne dal 22 novembre all'8 dicembre 1956
con una delegazione di 24 atleti, di cui 3 donne, impegnati in 10 discipline,
aggiudicandosi 1 medaglia d'oro e 1 medaglia di bronzo.

## Medagliere

### Per discipline
| Sport  | Oro | Argento | Bronzo | Totale |
| ------ | --- | ------- | ------ | ------ |
| Tuffi  | 1   | 0       | 1      | 2      |
| Totale | 1   | 0       | 1      | 2      |

### Medaglie
| Medaglia | Atleta          | Sport | Evento               |
| -------- | --------------- | ----- | -------------------- |
| Oro      | Joaquín Capilla | Tuffi | Piattaforma maschile |
| Bronzo   | Joaquín Capilla | Tuffi | Trampolino maschile  |